# La Nourrice sèche
Pour les articles homonymes, voir La Nourrice (homonymie).
Pour plus de détails, voir Fiche technique et Distribution.
La Nourrice sèche (ou Rigadin nourrice sèche) est un film muet français réalisé par Georges Monca, sorti en 1911.

## Fiche technique
- Titre : La Nourrice sèche
- Autre titre : Rigadin nourrice sèche
- Réalisation : Georges Monca
- Scénario : René Chavance
- Photographie :
- Montage :
- Société de production : Société cinématographique des auteurs et gens de lettres (S.C.A.G.L)
- Société de distribution : Pathé Frères
- Pays d'origine :  France
- Langue : film muet avec les intertitres en français
- Métrage : 165 mètres
- Format : Noir et blanc — 35 mm — 1,33:1 — Muet
- Genre :  Comédie
- Durée : 5 minutes 30
- Date de sortie : 
  - France : 24 mars 1911

## Distribution
- Charles Prince : Rigadin
- Émile Mylo :
- Suzanne Goldstein :
- Gabrielle Chalon :